# Seynes
Seynes (okzitanisch: Sèina) ist eine französische Gemeinde mit 172 Einwohnern (Stand: 1. Januar 2022) im Département Gard in der Region Okzitanien. Sie gehört zum Arrondissement Alès und zum Kanton Alès-2. Die Einwohner werden Seynois genannt.

## Geographie
Seynes liegt etwa 15 Kilometer östlich von Alès. Umgeben wird Seynes von den Nachbargemeinden Bouquet im Norden, Belvézet im Osten und Südosten, Aigaliers im Südosten und Süden, Saint-Just-et-Vacquières im Südwesten und Westen sowie Brouzet-lès-Alès im Westen und Nordwesten.

## Bevölkerungsentwicklung
| Jahr                       | 1962 | 1968 | 1975 | 1982 | 1990 | 1999 | 2006 | 2020 |
| -------------------------- | ---- | ---- | ---- | ---- | ---- | ---- | ---- | ---- |
| Einwohner                  | 121  | 117  | 108  | 111  | 116  | 133  | 140  | 157  |
| Quellen: Cassini und INSEE |      |      |      |      |      |      |      |      |